# Telegherry
Le Telegherry est une rivière (28 km) de Nouvelle-Galles du Sud, un affluent du Karuah.